# Dipòsit de llavors

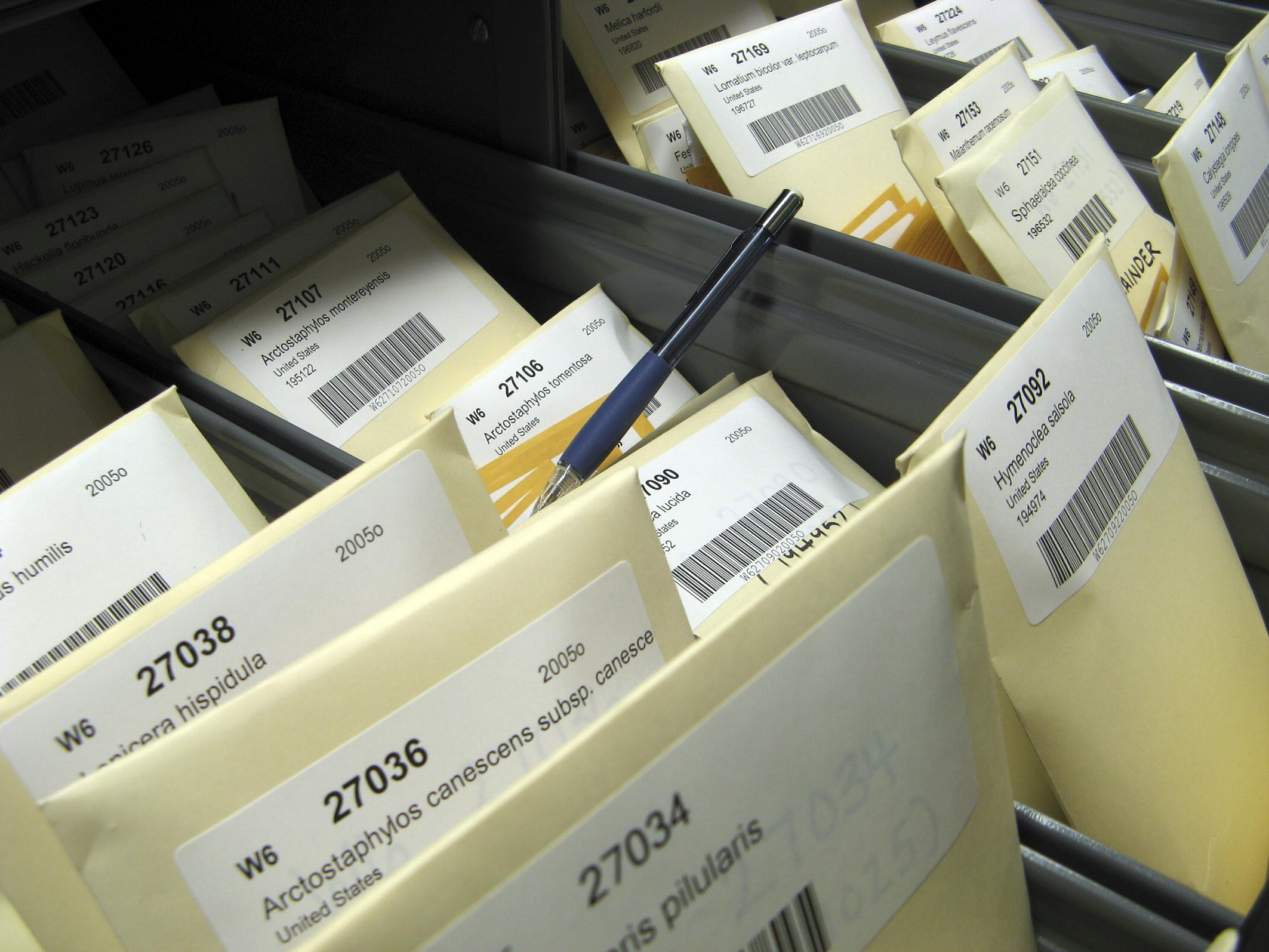
Dipòsit de llavors, dins sobres, en una institució oficial

Un dipòsit de llavors o banc de llavors emmagatzema les llavors com un recurs en cas que les reserves de llavors es destrueixin. És un tipus de banc de gens. Les llavors emmagatzemades poden ser de conreus alimentaris o d'espècies rares per protegir la biodiversitat. Els motius per emmagatzemar llavors poden ser diversos. En el cas de les plantes alimentàries o amb altres usos útils per als humans, pot ser que ja no s'utilitzin actualment. Emmagatzemar llavors protegeix d'esdeveniments catastròfics com desastres naturals, epidèmies de malalties o les guerres.

## Dormància de les llavors
Les llavors ortodoxes poden estar durant dècades en un ambient fresc i sec, amb petit dany pel seu ADN; romanen viables i són fàcilment emmagatzemables en bancs de llavors. Al contrari, les llavors recalcitrants es danyen per la sequedat i les temperatures per sota de zero graus i han de ser contínuament replantades per tornar a omplir l'estoc de les seves llavors, com és el cas de les llavors de coco i cautxú..

## Condicions òptimes d'emmagatzemament
Les llavors s'assequen fins a tenir menys d'un 6% d'humitat, després es refreden fins -18C o encara menys. Pel motiu que l'ADN de les llavors es degrada amb el pas del temps, cal replantar periòdicament les llavors emmagatzemades i emmagatzemar-ne les noves que es van collint.

## Alternatives
La conservació in situ de plantes productores de llavors és una estratègia més econòmica i més factible en el tercer món on d'altra banda hi ha la major biodiversitat.

## Longevitat
Les llavors poden ser viables durant centenars i fins i tot milers d'anys. Segons la datació basada en el carboni 14 més antiga que s'ha convertit en una planta viable era una llavor de la palmera datilera de Judea, d'uns 2.000 anys, es va recuperar de les excavacions al palau d'Herodes el Gran a Israel.
Recentment (febrer de 2012), els científics russos van anunciar que havien regenerat una fulla estreta de (Silene stenophylla) a partir d'una llavor de 32 mil anys d'antiguitat. La llavor va ser trobada en un cau 124 metres sota el permafrost de Sibèria juntament amb altres 800 mil llavors. El teixit de la llavor es va fer créixer en tubs d'assaig fins que pogués ser trasplantat a terra. Això exemplifica la viabilitat a llarg termini d'ADN sota condicions apropiades.

## Instal·lacions
Al món hi ha uns 1.300 bancs de llavors (2006) i això representa una petita fracció de la biodiversitat mundial. A Svalbard, des de 2008, s'ha construït un gran banc de llavors mundial, la volta amb llavors a Svalbard dins una muntanya perpètuament glaçada.

### Bancs de llavors a Catalunya
- Banc de llavors del Consorci SIGMA a la Garrotxa
- Banc de llavors tradicionals del Vallès Oriental. És un espai físic ubicat al Museu de Ciències Naturals de Granollers que servirà per conservar llavors a curt, mitjà i llarg termini i ha de permetre actuar com a còpia de seguretat de totes aquelles llavors que s'estan cultivant a la comarca i que per qualsevol problema o descuit podrien desaparèixer.[4]
- Esporus. Centre de conservació de la biodiversitat cultivada. És un projecte de l'associació L'Era que realitza tasques de col·lecta, conservació i promoció de nombroses varietats tradicionals. Es tracta d'un centre pertanyent a l'Escola Agrària de Manresa.[5]